# تمارا مافسار
تمارا مافسار (بالسلوفينية: Tamara Mavsar) مواليد 1 أبريل 1991 في ليوبليانا، هي لاعبة كرة يد سلوفينية تلعب كجناح أيسر. مثلت منتخب سلوفينيا لكرة اليد للسيدات.

## سجل المنافسة
شاركت في البطولات التالية:
- بطولة أوروبا لكرة اليد للسيدات 2016

## الإنجازات
- الدوري السلوفيني لكرة اليد:
  - الفوز: 2009، 2010، 2011، 2012، 2013، 2014
- كأس سلوفينيا:
  - الفوز: 2009، 2010، 2011، 2012، 2013، 2014
- دوري أبطال أوروبا لكرة اليد للسيدات:
  - نصف النهائي: 2012–13

## روابط خارجية
- تمارا مافسار على موقع الاتحاد الأوروبي لكرة اليد (الإنجليزية)
- تمارا مافسار على موقع اللجنة الأولمبية الدولية (الإنجليزية)